# John K. Luttrell

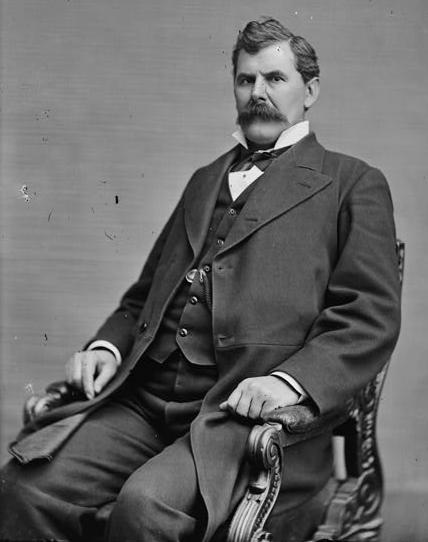
John K. Luttrell

John King Luttrell (* 27. Juni 1831 bei Knoxville, Tennessee; † 4. Oktober 1893 in Sitka, Alaska) war ein US-amerikanischer Politiker. Zwischen 1873 und 1879 vertrat er den Bundesstaat Kalifornien im US-Repräsentantenhaus.

## Werdegang
John Luttrell besuchte die öffentlichen Schulen seiner Heimat. 1844 zog er mit seinen Eltern zunächst nach Alabama und ein Jahr später nach Missouri. Während des Goldrauschs kam er im Jahr 1852 nach Kalifornien, wo er im Yolo County im Bergbau und in der Landwirtschaft arbeitete. Nach mehreren Umzügen gelangte er schließlich im Jahr 1856 nach Oakland. Nach einem Jurastudium und seiner Zulassung als Rechtsanwalt begann er ab 1856 in Oakland in diesem Beruf zu arbeiten. In den Jahren 1856 und 1857 war er auch Friedensrichter in seiner neuen Heimat. 1858 zog er in das Siskiyou County, wo er in der Nähe von Fort Jones eine Ranch erwarb. In den folgenden Jahren war er in der Landwirtschaft, im Bergbau und als Rechtsanwalt tätig.
Gleichzeitig begann Luttrell als Mitglied der Demokratischen Partei eine politische Laufbahn. In den Jahren 1865 und 1866 bekleidete er in der California State Assembly das Ehrenamt des „Sergeant At Arms“. Später war er zwischen 1871 und 1872 selbst Abgeordneter in dieser Parlamentskammer. Bei den Kongresswahlen des Jahres 1872 wurde er im dritten Wahlbezirk von Kalifornien in das US-Repräsentantenhaus in Washington, D.C. gewählt, wo er am 4. März 1873 die Nachfolge von John M. Coghlan antrat. Nach zwei Wiederwahlen konnte er bis zum 3. März 1879 drei Legislaturperioden im Kongress absolvieren. Im Jahr 1878 verzichtete er auf eine weitere Kandidatur.
Nach dem Ende seiner Zeit im US-Repräsentantenhaus nahm John Luttrell seine früheren Tätigkeiten wieder auf. Zwischen 1887 und 1889 gehörte er dem Aufsichtsrat der Staatsgefängnisse (Board of State Prison Directors) an. Im Jahr 1893 wurde er zum Bundesbeauftragten für Fischerei und zum Sonderagenten des Finanzministeriums in Alaska ernannt. Er starb noch im gleichen Jahr, am 4. Oktober 1893, in Sitka und wurde in Fort Jones beigesetzt.